# Włodzimierz Barchacz

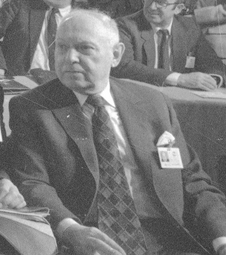
Adam Schaff; Foto: Włodzimierz Barchacz

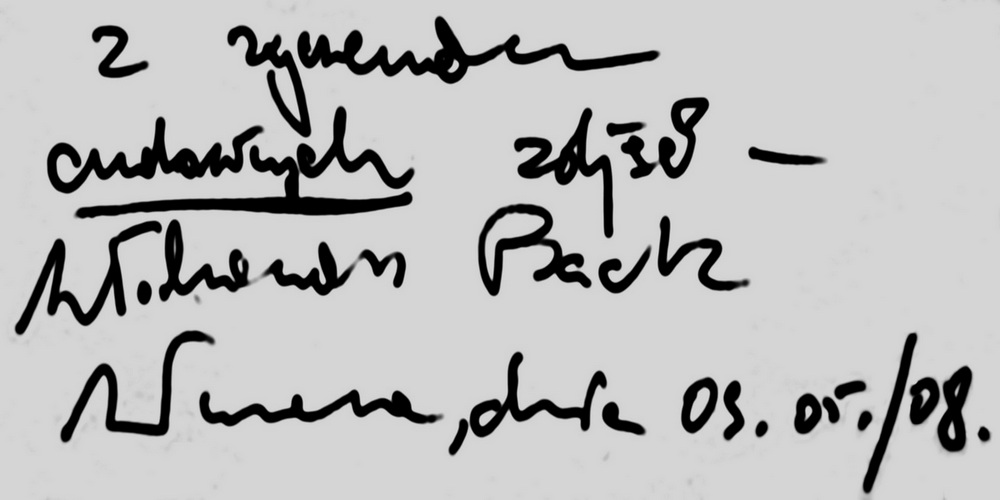
Dedykacja

Włodzimierz Barchacz (ur. 6 marca 1949, zm. 1 marca 2016) – polski fotograf, fotoreporter, dziennikarz, publicysta. Autor książek, poradników, artykułów, esejów, felietonów o fotografii. Członek Stowarzyszenia Dziennikarzy Polskich.

## Życiorys
Włodzimierz Barchacz absolwent warszawskiego XVIII Liceum Ogólnokształcącego im. Jana Zamoyskiego oraz Szkoły Głównej Planowania i Statystyki w Warszawie, związany z mazowieckim środowiskiem fotograficznym i dziennikarskim – mieszkał i pracował w Woli Polskiej. Był wieloletnim (1974–1991) współpracownikiem Wydawnictwa „Nasza Księgarnia”, współpracował z czasopismami „Na przełaj” oraz „Świat Młodych”. Przez wiele lat publikował fotoreportaże w tygodniku „Kobieta i Życie”. W 1979 został przyjęty w poczet członków Stowarzyszenia Dziennikarzy Polskich.
Włodzimierz Barchacz był wielokrotnym laureatem konkursów – fotografie i teksty jego autorstwa otrzymały wiele nagród oraz wyróżnień. W 1997 przekazał ówczesnemu Archiwum Dokumentacji Mechanicznej – obecnemu (od 2008) Narodowemu Archiwum Cyfrowemu – ok. 1700 fotografii, w zdecydowanej większości przedstawiających wybitne osobowości literatury polskiej.
Był synem kompozytora, autora muzyki do wielu piosenek, polityka i dyplomaty Aleksandra Barchacza. Zmarł 1 marca 2016, pochowany 11 marca na Cmentarzu Komunalnym Północnym w Warszawie.

## Publikacje (książki)
- Fotoamator reporter, Wydawnictwa Naukowo-Techniczne, Warszawa 1987[9][10];
- ABC (sensownego!) fotografowania, Oficyna Wydawnicza WKB, Warszawa 1994[11];
- Fotografujemy. Jak się ustrzec błędów, Wydawnictwo Poltuz, Warszawa 2005[12] ISBN 83-921819-0-5.
- Fotografujemy. Obszerny kurs dla wszystkich, którzy zamierzają fotografować i dla tych co już raczkują, Wydawnictwo Fotoszop.pl[13];
- Koń by się uśmiał, czyli mój Peerel, Wydawnictwo Publikatornia[14][15][3];
- Moja cyfrówka i ja, Polskie Wydawnictwo Fotograficzne[16][17];

Źródło.